# Тайтъс О'Нийл
Тадеус Майкъл Булард, Старши (роден на 29 април 1977) е американски професионален кечист и пенсиониран професионален футболист.
Той е подписал с WWE под сценичното име Тайтъс О'Нийл. Булард е играл колежански футбол за Университета във Флорида, и след това, той е играл професионално в Arena Football League (AFL). Кариерата на Булард като професионален кечист започна, когато той беше част във втория сезон на WWE NXT, както и в петия сезон, Изкупление.

## В кеча
- Финални ходове
  - Clash of the Titus[6] (Sitout spinebuster)[7][8]
  - Million Dollar Slam (Pumphandle powerslam)[9][10][11][12][13][14] – 2015; използвано като ключов ход между 2011 – 2014
- Ключови ходове
  - Big boot[15][16][17][9]
  - Body avalanche[15][16][18][19]
  - Fallaway slam, с постановки[16][20][10][21][22]
  - Многократен rib breaker[15], последван от хвърляне на опонента настрани[16][23]
  - Pounce (Running low-angle shoulder block, след като на опонента е било направен Irish whip на съседни въжета)[24] – усвоено от Монти Браун
  - Рамотрошач[17][20][25][26]
- Мениджъри
  - A. W.[27]
  - Зак Райдър
  - Хорнсуогъл
- Прякори
  - "Голямата/Истинската сделка"
  - „Алигатора“[28]
- Входни песни
  - "Radio" на Watt White (June 8,8 юни 2010 – 22 юни 2010; използвана като новобранец на Зак Райдър)
  - "He's Ma Da" на Джим Джонстън (16 май 2011 – 18 януари 2012; използвана като новобранец на Хорнсуогъл)
  - "Move (Get it In)" на Woo Child[29] (21 ноември 2011 – 30 ноември 2012)
  - Making Moves на Sugar Tongue Slim[30] (3 декември 2012 – 31 януари 2014; от 16 февруари 2015 г.; Използвана докато е в отбор с Дарън Йънг и в индивидуални участия)
  - "Let Me Show You How" на CFO$[31] (3 февруари 2014 – 16 февруари 2015)

## Шампионски титли и отличия
- Florida Championship Wrestling
  - Отборен шампион на Флорида на FCW (1 път) – с Деймиън Сендау[5]
- Pro Wrestling Illustrated
  - PWI го класира като № 82 от топ 500 индивидуални кечисти в PWI 500 за 2013[32]
- Rolling Stone
  - Най-заслужена помощ (2015)[33]Като член на Тандем Прайм Тайм
- WWE
  - Отборен шампион на WWE (1 път) – с Дарън Йънг